# Бельведере-Остренсе
Бельведере-Остренсе (італ. Belvedere Ostrense) — муніципалітет в Італії, у регіоні Марке,  провінція Анкона.
Бельведере-Остренсе розташоване на відстані близько 200 км на північ від Рима, 29 км на захід від Анкони.
Населення — 2281 особа (2014).
Щорічний фестиваль відбувається 29 червня. Покровитель — святий Петро.

## Демографія
Населення за роками:

Станом на 1 січня 2023 року в муніципалітеті офіційно проживало 177 іноземців з 22 країн, серед них 45 громадян країн Євросоюзу та 6 громадян України.

## Сусідні муніципалітети
- Кастельпланіо
- Майолаті-Спонтіні
- Монтекаротто
- Морро-д'Альба
- Остра
- Поджо-Сан-Марчелло
- Сан-Марчелло
- Сенігаллія